# Controversa pentru învestitură

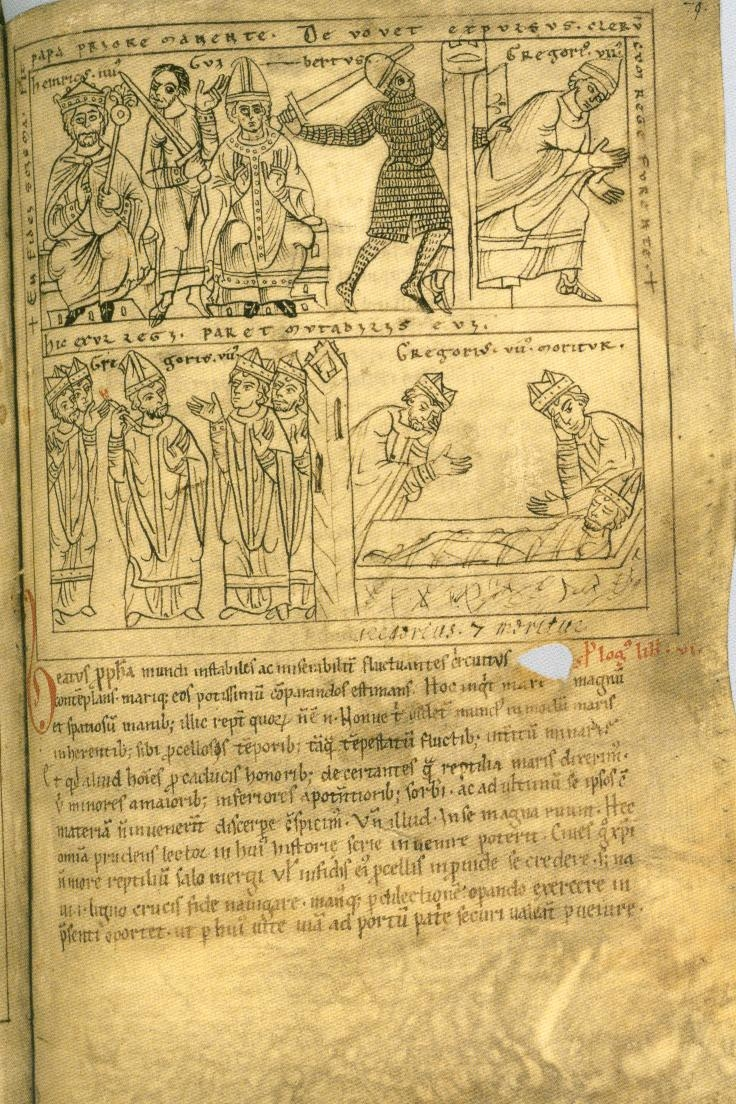
Fuga papei Grigore al VII-lea din Roma 1084 (sus), exilul și moartea lui la Salerno (1085) (jos) (Otto de Freising, „Weltchronik”, Jena, Biblioteca de Stat a Universității Turingia, q. 6, fol. 79r).

Controversa pentru învestitură este numită, începând din secolul al XIX-lea, perioada din secolele al XI-lea și al XII-lea în care s-a desfășurat disputa dintre Dinastia Salică și reformiștii papalității privind relația dintre puterea ecleziastică (Sacerdotium) și cea laică (Imperium). Problema principală a fost învestirea episcopilor și a stareților, deși trebuie subliniat că ea a apărut abia după anul 1077, când avut loc episodul numit  „Drumul pocăinței de la Canossa”.
Controversa pentru învestitură a fost cel mai mare conflict laico-ecleziastic din Europa medievală, având originile în Imperiul Franc, din timpul lui Carol cel Mare. În ziua de Crăciun a anului 800 papa l-a încoronat ca împărat pe Carol cel Mare ceea ce a dus la un dezacord între puterea ecleziastică și cea laică. Pe de-o parte Carol cel Mare primise puterea de împărat creștin de la papă - reprezentantul lui Dumnezeu pe Pământ - și ca urmare el se considera îndreptățit să exercite dreptul de a învesti episcopi. Pe de altă parte papa se considera o autoritate deasupra împăratului, deoarece el îl încoronase pe împărat. Acest conflict poate fi privit ca origine a controversei pentru învestitură ce s-a desfășurat de-a lungul secolelor al XI-lea și al XII-lea. Papii au subminat puterea împăratului romano-german și a altor monarhi europeni, iar controversa pentru învestitură a dus la aproape 50 de ani de război civil în Sfântul Imperiu Roman.
Lupta pentru putere dintre regele Henric (1056–1106) și papalitate a început în 1075 când papa Grigore al VII-lea (1073–1085), care susținea reforma radicală, a pus sub semnul întrebării ordinea existentă privind papalitatea și imperiul. În 1084 Henric a ocupat Roma și apoi a fost încoronat de antipapa Clement al III-lea. Părea că Henric a repurtat o victorie completă, dar triumful lui nu a durat mult. Fiii săi s-au întors împotriva lui unul după altul, iar reformatorii și-au adunat din nou puterile. Noul papă Urban al II-lea a chemat la un pelerinaj armat în Țara Sfântă: prima cruciadă, reușind astfel să se prezinte drept vârful de lance al creștinismului. Fiul cel mic al lui Henric, devenit ulterior Henric al V-lea, s-a aliat cu papa, și-a arestat tatăl la sfârșitul anului 1105 și l-a forțat să abdice pe 31 decembrie însă acesta a reușit să scape. Un alt conflict armat părea inevitabil când împăratul a murit pe 7 august 1106 la Liège. Pe patul de moarte împăratul și-a iertat fiul, iar tânărul rege a continuat inițial politica tatălui său: l-a luat prizonier pe papa Pascal al II-lea și a forțat recunoașterea învestiturii laice și încoronarea sa. În 1112 această concesie a fost anulată în Conciliul de  la Roma. Abia în 1122 Henric a cedat în disputa cu papa Calixt al II-lea.
Prin Pactum Calixtinum sive Heinrichianum (numit de la sfârșitul secolului al XVII-lea și Concordatul de la Worms) Henric al V-lea a renunțat la învestitura cu inel și toiag, dar și-a rezervat dreptul de a obiecta. Învestitura cu bunuri temporale a continuat să fie rezervată împăratului. În istoriografia tradițională acest moment este considerat sfârșitul controversei pentru învestitură, chiar dacă disputa dintre puterea clericală și cea imperială a durat până în secolul al XIV-lea.
În alte state, ca de exemplu Regatul Franței și Regatul Angliei, au existat conflicte similare cu cele din Sfântul Imperiu Roman, dar mult mai puțin violente. În 1106 regele francez Filip I, excomunicat cu mult timp înainte, a ajuns la un acord cu papa, iar un an mai târziu și regele englez Henric I.

## Termenul „învestitură”
Prin termenul „învestitură”, provenind din latinescul investire (a îmbrăca), se înțelege în contextul Evului Mediu un „act formal prin care un laic sau un cleric este înzestrat cu drepturi și posesiuni sau este numit într-o funcție”. Simbolurile actului învestirii nu era mereu aceleași și nici ceremonialul care urma nu era unul specific. Învestirea avea implicații în dreptul canonic ca și în dreptul laic. Pentru cercetătorii actuali o problemă importantă este aceea că autorii medievali nu foloseau un termen specific care să corespundă în totalitate termenului actual de „învestire”.
În primele forme de înfeudare din Evul Mediu timpuriu, se obișnuia ca transferul bisericilor sau domeniilor către vasal să fie o act simbolic - de exemplu primirea frânghiilor clopotelor, paielor, pânzelor de altar, bulgărilor de pământ sau a cheilor - pentru care se folosea cuvântul învestire. La începutul secolului al XIX-lea, termenul a fost folosit și pentru acordarea funcțiilor bisericești, act care fusese anterior deseori denumit „donum regis”. La mijlocul secolului al XIX-lea acest act a fost numit „investitura”, dar el nu poate fi privit ca fiind echivalentul termenului modern de „învestitură”.

## Cauze

### Sistemul bisericii proprii și sistemul bisericii imperiale
În Imperiul Franc regii aveau dreptul de a numi episcopi și stareți. Ei justificau acest drept prin legea ecleziastică ce permitea proprietarului unui domeniu pe care era construit un lăcaș de cult (denumit „biserică proprie”) de a desemna și de a demite preoți sau stareți fără a avea nevoie de autorizarea episcopului. 
Începând din secolul al X-lea urmașii carolingienilor din Francia Răsăriteană au încercat să continue politica predecesorilor care „au avut întotdeauna episcopiile la discreția lor”, dar și strângerea legăturii dintre administrația imperială și cea a bisericii. Pași importanți în acest demers a făcut regele Henric I prin înființarea capelei curții, incluzând stareți și episcopi în administrația imperiului și, de asemenea, Otto I prin crearea așa-numitului „sistem bisericesc imperial Ottonian-Salian”. Interesul lui Otto I a fost să transforme episcopii în instrumente agreabile în lupta împotriva adversarilor săi. În acest sens succesorii săi au extins semnificativ puterile, privilegiile și teritoriile clerului, legând astfel episcopii mai strâns de puterea regală prin numirea lor într-un anumit scop. Unii clerici au condamnat această acțiune încă din secolul al X-lea, dar în ansamblu politica lui Otto a fost în general acceptată de cler. Marele conflict dintre cler și imperiu avea să izbucnească sub dinastia Saliană.

### Drumul spre conflict – reforma monahală și bisericească

#### Reforma monahală din Lorena-Burgundia
De la începutul secolului al X-lea, pornind de la Abația Gorze în Lorena și Abația Cluny în Burgundia, a luat naștere o mișcare de reînnoire care urma să cuprindă tot creștinismul occidental. Această mișcare este cunoscută astăzi mai ales sub denumirea de „reforma monahală din Lorena-Burgundia”.
Scopul principal al acestei reforme a fost reorganizarea și reglementarea vieții monahale, care suferise foarte mult datorită prăbușirii Imperiului franc, invaziilor popoarelor străine și războaielor civile din timpul fiilor lui Ludovic cel Pios. Viața comunității monahale era strict reglementată și orientată spre credință. Aceasta ajunsese centrul vieții monahale, în timp ce munca fizică trecuse în plan secundar ceea ce într-o anumită măsură era în contradicție cu regulile benedictine, care cereau un echilibru între muncă și rugăciune. În abația Cluny înțelesul abației însemna dimpotrivă: „o comunitate de rugăciune deplin funcțională” în care călugării nu munceau fizic și acordau  rugăciunii șase - șapte ore pe zi. Ideile de la Cluny și Gorze s-au răspândit în vestul Europei, în nordul Spaniei și Italiei, precum și în Anglia și Franța, în toate mănăstirile subordonate direct abației Cluny. La momentul apogeului peste 1000 de mănăstiri erau subordonate asociației mănăstirești centralizate. În unele locuri mișcările de reformare proprii unor mănăstiri s-au amestecat cu eforturile de reformare monahală din Lorena și Burgundia.

#### Reforma monahală și conducătorii germani

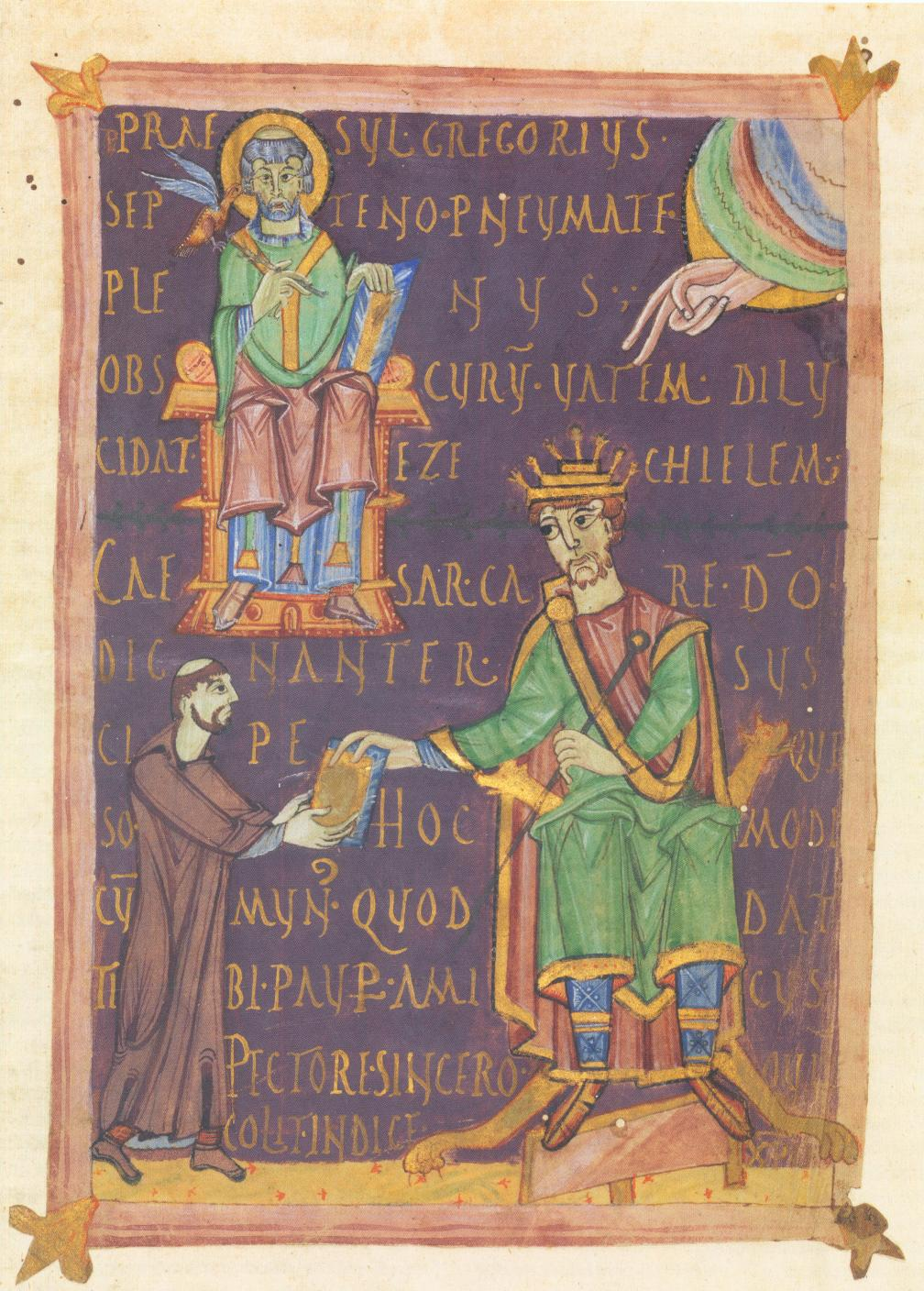
Papa Grigore cel Mare (590–604) și întronarea unui conducător - un călugăr îi înmânează Codexul (primul sfert al secolului al XI-lea, Biblioteca de Stat din Bamberg)

Cu timpul reforma monahală a devenit din ce în ce mai mult o reformă canonică începând să coincidă și cu problemele de personal. Aici reforma s-a făcut după așa-numitele „reguli de la Aachen”. În special în timpul lui Henric al II-lea (1002–1024) reforma a primit sprijinul generos al împăratului. El spera ca politica sa privind biserica, ce continua politica predecesorilor săi, va întări puterea coroanei împotriva puterii ducilor. Parțial însă, este posibil ca Henric să fi luat decizii în favoarea reformei datorită zelului său religios deoarece „el era interesat nu numai de încrederea pe care o putea acorda candidaților săi ca episcopi, ci și calității lor spirituale”. Nou era domeniul de aplicare al finanțării, care depășea semnificativ pe cel al predecesorilor săi. În 1022 în Conciliul de la Pavia, Henric al II-lea a decretat „un amendament pentru îmbunătățirea întregii Biserici” privitor la celibatul preoțesc.
În 1024 cârmuirea Sfântului Imperiu Roman a fost preluată de dinastia Saliană după ce Henric al II-lea a murit fără urmași. Noul rege Conrad al II-lea (1024–1039) a subordonat preocupările bisericii propriilor sale interese și a folosit numirea episcopilor ca sursă ușoară de venit. Reforma monahală nu i-a fost indiferentă, dovadă fiind convocarea Sinodului de la Tribur.
Numirea episcopilor contra unor sume de bani a fost privită cu mare suspiciune de reformatori, care au considerat-o un act criminal ce trebuia oprit. Acțiunile lui Conrad al II-lea au fost așadar condamnate. Cardinalul Humbert de Silva Kandida (d. 1061) l-a judecat aspru pe Conrad și pe toți „simoniștii” în scrierea sa „Împotriva simoniștilor” (după 1057). El a lăudat astfel eforturile lui Henric al III-lea, fiul lui Conrad, de a împiedica acordarea funcțiilor ecleziastice în schimbul unor sume de bani: „Memoria multor oameni păstrează încă de pe vremea otonienilor până la Henric [al III-lea], fiul lui Conrad [...], prostul obicei de a vinde [episcopii] în toată Germania, Galia și Italia. Acest împărat [Henric al III-lea] din vremea lui a împins această crimă înspăimântătoare cel puțin mai departe de el însuși și de clericii din tărâmul care i-a fost încredințat și a fost consecvent în a o eradica cu totul. Dar în mijlocul dorinței acestei inimi, o moarte prematură l-a ajuns”.
Spre deosebire de Conrad, fiul său Henric al III-lea (1039–1056) a fost un susținător ferm al reformei bisericii. La numirea episcopilor el a acordat atenție, ca și Henric al II-lea, nu numai încrederii politice, ci și adecvării lor din punct de vedere moral. De asemenea, a considerat că trebuie să pună el însuși capăt situației haotice din biserică. În 1045 trei concurenți (Benedict al IX-lea, Grigore al VI-lea și Silvestru al III-lea) au concurat luptându-se pentru tronul papal. Henric i-a destituit pe toți trei și l-a învestit pe episcopul Suitger de Morsleben, sub numele Clement al II-lea (1046–1047). La scurt timp după aceea noul papă l-a încoronat pe Henric ca împărat. În 1056 Henric a murit la vârsta de 38 de ani. Fiul său Henric al IV-lea avea să preia o moștenire dificilă, deoarece imperiul era pradă revoltelor, iar la Roma în 1049 partida reformistă ajunsese la putere urmărind să impună independența bisericii și preluarea numirii episcopilor, stareților și parohilor de la conducătorii laici a căror putere de învestire trebuia limitată la viața laică. Deși papa Leon al IX-lea (1049–1054) avea încă relații bune cu împăratul, contradicția dintre ei avea să devină în curând evidentă.
Papa Nicolae al II-lea a început realinierea cursului politic al papalității, ceea ce a însemnat în principal slăbirea influenței imperiului asupra papalității. În acest scop alegerea papei a fost din nou reglementată.

### Începutul crizei dintre papalitate și puterea imperială
Nicolae al II-lea a murit în 1061 și în octombrie al aceluiași an reformatorii l-au ales ca papă pe Anselm de Lucca, sub numele Alexandru al II-lea (1061–1073), fără a mai implica dinastia Saliană în aceste alegeri. La îndemnul nobilimii romane și al unor episcopi lombarzi care doreau să-i îndepărteze pe reformatori, împărăteasa Agnes (1056–1061), mama lui Henric al IV-lea, regentă pentru fiul ei încă minor, a numit la sfârșitul lunii octombrie pe antipapa Honoriu al II-lea (episcopul de Basel, Cadalus de Parma, d.c. 1072). Astfel Agnes, care fusese ca și soțul ei promotoare a papalității reformiste, se afla acum într-o opoziție aproape paradoxală față de reformiști.
Schisma nu a durat mult deoarece antipapa Honoriu nu a reușit să se impună în fața adversarului său. În 1064 el a fost condamnat în lipsă în Sinodul de la Mantua, urmare a instigării arhiepiscopului de Köln, Anno al II-lea, a arhidiaconului Hildebrand (viitorul papă Grigore al VII-lea) și a prelatului Pertru Damiani. În 1061 împărăteasa a fost alungată de episcopii, prinții și nobilii germani nemulțumiți.

## Evoluția evenimentelor
Declanșatorul real al disputei dintre împărat și papă, numită ulterior „Controversa pentru învestitură”, a fost diferența de opinie cu privire la ocuparea funcției de Arhiepiscop de Milano.

### Disputa numirii episcopilor de Milano
La mijlocul secolului al XI-lea un grup radical de reformatori laici și clerici din Milano, numiți de oponenții lor Pataria („zdrențe”), luptau cu sprijinul Bisericii, împotriva stilului de viață al arhiepiscopului Wido și al altor clerici de rang înalt, care își afișau fără reținere viața conjugală și averea materială. Reformiștii încercau să impună arhiepiscopatului autoritatea papală cu sprijinul patarinilor, cărora Alexandru al II-lea le impusese interdicția în 1063–1064. Liderul patarinilor a obținut excomunicarea lui Wido care a demisionat. Acest fapt l-a iritat pe Henric al IV-lea deoarece tatăl său, Henric al III-lea, îl învestise pe Wido reprezentant al suveranității sale în nordul Italiei. Demiterea sa a fost deci privită ca o lovitură dată de reformatori puterii regale din nordul Italiei.
De aceea după moartea lui Wido (c. 1072), Henric al IV-lea, în acord cu înalta nobilime din Milano, l-a numit ca arhiepiscop pe nobilul Gottfried, care fusese desemnat de Wido ca succesor. Patarinii i-au opus acestuia un cleric de origine inferioară, Atto. În Sinodul din martie 1073 papa a susținut alegerea lui Atto și a excomunicat câțiva dintre consilierii lui Henric implicați în numirea lui Gottfried ca arhiepiscop.
După moartea papei Alexandru al II-lea în 1073 un protagonist al conflictului de la Milano, arhidiaconulul Hildebrand, a fost ales papă cu numele Grigore al VII-lea. În timpul mandatului său (1073–1085) rolul papalității a suferit o schimbare fundamentală. Ca niciun alt papă dinainte, el era convins de importanța sa primordială în lumea creștină. Documentul emis de el „Dictatus papea” (în 1075), un fel de memorandum intern, clarifică ideile sale despre rolul și ordinea în relația imperiu - papalitate. Totuși, în iulie atitudinea papei Grigore față de Henric a fost conciliantă.

### Disputa dintre Grigore al VII-lea și Henric al IV-lea

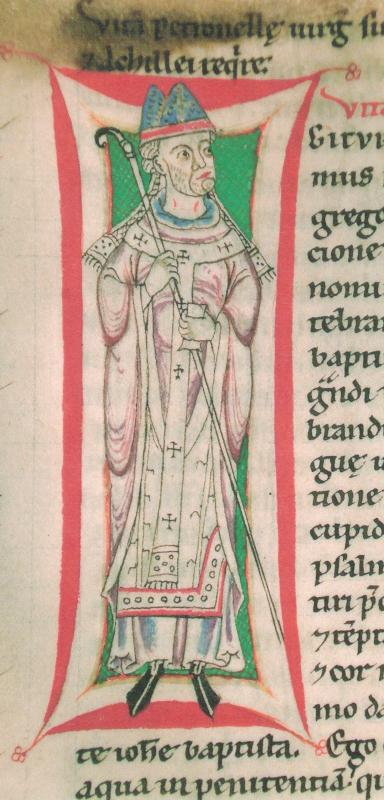
Portretul lui Grigore al VII-lea (prima jumătate a secolului al XII-lea, biblioteca Mănăstirii Heiligenkreuz, cod. 12, fol. 181v.)

În toamna anului 1075 Henric al IV-lea a numit un nou episcop la Milano, de data aceasta un membru al orchestrei de la curtea sa, după ce milanezii scăpaseră de conducerea patarinilor în luna iunie a aceluiași an. Tot atunci el a intervenit direct în sfera de activitate papală prin numirea noilor episcopi în eparhiile Spoleto și Fermo direct subordonate papei. Grigore al VII-lea a reacționat la această provocare revoltătoare „prompt și fără echivoc” amenințându-l pe rege cu excomunicarea. 

#### Condamnarea reciprocă din 1076 și consecințele ei
Henric al IV-lea și-a văzut demnitatea regală atacată și a răspuns prin convocarea dietei la Worms pe 10 ianuarie 1076 unde l-a acuzat și judecat pe „fratele Hildebrand”. Într-un document destinat publicului, el l-a numit „călugăr”, „intrus” și „cel mai insidios dușman al comunității romane”. Acest lucru a fost posibil datorită atitudinii negative a clericilor bisericii imperiale saliene față de eforturile reformatoare papale, care se simțeau tratați de Roma de parcă ar fi fost administratori de moșii. În plus, numeroasele acuzații, somații și judecăți arbitrare datorite „activităților simoniste”, reale sau presupuse, au dus la mari resentimente în rândul clericilor germani. Alături de 26 de episcopi, majoritatea germani, Henric i-a cerut papei să renunțe la tronul Sfântului Petru, deoarece numirea lui fusese ilegală. Henric și-a legitimat dreptul de înlăturare a acestuia prin funcția sa de Patricius Romanorum, aratând că el nu primise suveranitatea de la papă, ci de la Dumnezeu însuși. La Sinodul de la Piacenza episcopii din nordul Italiei s-au alăturat episcopilor germani.
Vestea condamnării papei a ajuns la Sinodul de la Roma din februarie 1076. Papa Grigore a cerut ca documentul să fie citit în public după care a suspendat și excomunicat episcopii implicați în condamnarea sa. De asemenea, l-a declarat demis pe rege, impunându-i pedeapsa interdicției canonice și eliberându-i de jurământul de credință pe toți supușii regelui. Aceasta a fost o măsură fără precedent și, deși cu zece ani înainte regele anglo-saxon Harold al II-lea fusese excomunicat de papa Alexandru al II-lea, a-i nega regelui romano-german, viitor împărat, suveranitatea și a pronunța excomunicarea lui, a fost o noutate absolută. Papa Grigore a justificat destituirea lui Henric prin faptul că acesta se răzvrătise împotriva suveranității ecleziastice și, prin urmare, nu mai putea fi rege. Faptul că el se considera legitim pentru un astfel de act fusese deja clarificat prin Dictatus papae. În același timp, papa a făcut ca vestea destituirii și excomunicarii regelui să fie cunoscută de toți credincioșii.
Regele a cerut apoi episcopului William de Utrecht (d. 1076) excomunicarea papei, ceea ce nu a putut împiedica prăbușirea rapidă a poziției sale. Papa le-a promis episcopilor să-i restabilească în funcție dacă se căiau și de aceea mulți episcopi au trecut de partea sa. Astfel au apărut trei grupări: una care susținea înlăturarea împăratului, alta pe cea a papei, iar a treia, cea mai mare, care dorea un echilibru între rege și papă. În opinia celor din urmă era necesară ridicarea excomunicării lui Henric al IV-lea.
La scurt timp după excomunicarea sa, Henric al IV-lea s-a confruntat cu o opoziție puternică din partea prinților. După izbucnirea unei noi revolte în Saxonia, numeroșii săi dușmani s-au îndreptat din nou împotriva lui. Treptat s-a născut ideea alegerii unui nou rege. Prinții oponenți conduși de Welf I (Bertold și Rudolf de Rheinfelden) s-au adunat în octombrie 1076 la Tribur am Rhein pentru a delibera asupra autorității regelui. Au fost prezenți și cei doi reprezentanți papali, Siegehard de Aquileia și Altmann de Passau. Între timp Henric se afla în Oppenheim pe partea opusă a Rinului. După lungi negocieri s-a convenit ca o nouă adunare să aibă loc în februarie 1077 la Augsburg, la care a fost invitat și papa. Dacă lui Henric nu i se ridica excomunicarea, urma să fie ales un nou rege, iar Henric, destituit, trebuia să revoce demiterea din funcție a papei și să i se supună acestuia.
Henric a reușit să împiedice adunarea de la Augsburg din februarie 1077 plănuită pentru judecarea sa de papa Grigore și prinții opozanți. În acest scop Henric a pornit în Italia în decembrie 1076 împreună cu soția și copilul.

#### Drumul penitenței de la Canossa și consecințele
Deoarece ducii din teritoriile germane blocau trecătorile alpine, regele a ales traseul prin masivul Mont Cenis, care avea să fie dificil datorită iernii. La sosirea în nordul Italiei Henric a fost primit cu entuziasm de conducătorii laici și ecleziaști. E de presupus că orașele din regiune l-ar fi urmat pe Henric cu bucurie într-un conflict armat împotriva papei Grigore însă el avea alte planuri.

După ce Grigore al VII-lea a aflat de sosirea lui Henric în nordul Italiei, s-a retras la Castelul Canossa al Matildei de Toscana, care era de partea lui. În ziua sărbătorii convertirii Sfântului Paul, Henric al IV-lea a mers desculț și în haine de pocăință până la porțile castelului unde a implorat într-o manieră emoționantă ridicarea excomunicării, ceea ce a obținut trei zile mai târziu, pe 28 ianuarie 1077 prin mijlocirea lui Hugh de Cluny și a Matildei de Toscana.

Matilda de Toscana și Hugh de Cluny ca avocați ai lui Henric al IV-lea (Viața Matildei, Donizio, 1114, Vatican, Biblioteca Apostolică a Vaticanului, lat. 4922, fol. 49v.)

Prin actul de penitență Henric pierduse respectul și demnitatea de care se bucurase. Pe de o parte, contemporanii săi au acceptat evlavia regelui exprimată prin actul de penitență, dar pe de altă parte au considerat nedemn faptul că „regele își schimbase atitudinea de dragul unui avantaj”.
Deși Henric reușise să prevină formarea unei alianțe a reformiștilor papalității cu prinții opozanți, relaxarea pe care o sperase nu s-a materializat în imperiu. În martie 1077 ducii de Carintia și Bavaria, împreună cu arhiepiscopii de Mainz, Salzburg și Magdeburg și alți episcopi, l-au ales la Forchheim pe ducele Rudolf de Rheinfelden ca rege. El a trebuit să promită în prealabil că va garanta alegerea liberă, canonică a episcopilor și că se va abține de la succesiune, viitorul rege urmând să fie stabilit prin alegere și în viitor.
Pe 26 martie Rudolf de Rheinfelden a fost încoronat de Siegfried, arhiepiscopul de Mainz. Încoronarea fusese de rău augur, deoarece a doua zi cetățenii din Mainz, care erau loiali regelui, l-au expulzat din oraș pe proaspătul încoronat și pe arhiepiscopul Siegfried.
Papa Grigore a evitat inițial să ia vreo decizie cu privire la oricare dintre cei doi regi, ducând în următorii ani o politică neutră.

#### Controversa germană
În 1078 sub amenințarea excomunicării, papa a emis pentru prima dată o interdicție generală a învestirii făcute de laici, pentru împiedicarea practicii anterioare a conducătorilor laici de a numi episcopi, stareți și parohi și în scopul slăbirii puterii regelui în biserică. Henric nu a acceptat această interdicție. Grigore al VII-lea a repetat și a înăsprit interdicția de învestitură la Sinodul din 1080 unde Henric a fost din nou demis, iar papa s-a poziționat în mod clar de partea lui Rudolf de Rheinfelden. În această nouă demitere nerespectarea interdicției de învestitură de către Henric a jucat doar un rol minor. Mult mai important a fost faptul că, după înfrângerea sa în Bătălia de la Mühlhausen la începutul anului 1080, Henric îi ceruse papei să se decidă împotriva lui Rudolf, altfel el urma să proclame un antipapă. Avântul prinților opozanți nu a durat mult. Profeția papei Grigore făcută în timpul liturghiei festive din Lunea Paștilor în Bazilica Sf. Petru potrivit căreia Henric va pieri până la 1 august dacă nu se va pocăi, nu s-a împlinit.
Henric l-a demis la rândul său pe papa Grigore în Sinodul de la Brixen în iunie 1080 și l-a proclamat papă pe arhiepiscopul Wibert de Ravenna, sub numele Clement al III-lea (1084–1100). În decretul de demitere, Grigore al VII-lea a fost acuzat de schismă și subminare a ordinii ecleziastice, precum și de sprijinirea unui rege fals care încălcase jurământul. În plus, papei i-au fost aduse câteva acuzații bizare, precum afirmația că ar fi fost responsabil de otrăvirea unor papi.
La Bătălia de pe Elster din 15 octombrie 1080 deși Henric a suferit o înfrângere, Rudolf de Rheinfelden și-a pierdut mâna dreaptă în luptă și a murit câteva zile mai târziu. Pierderea mâinii jurământului a fost adesea interpretată ca o judecată a lui Dumnezeu, care cântărea cu atât mai mult cu cât profeția papei Grigore nu se împlinise. Datorită acestui eveniment opoziția princiară s-a prăbușit în scurt timp. Succesorul lui Rudolf, Herman de Salm, care nu a fost ales până în august 1081 deoarece prinții nu au căzut de acord, nu a reprezentat niciodată o amenințare serioasă pentru Henric. Regele a încercat mai întâi să-l elimine pe Grigore al VII-lea ca adversar și de aceea a plecat din nou în Italia în primăvara anului 1081. În această fază a disputei, Henric încă mai spera la un acord cu pontiful.
În mai 1081 Henric a reușit să ajungă la Roma cu sprijinul aliaților săi locali, dar capturarea a eșuat. Nici asedierea Orașului Etern în anul următor și nici negocierile ulterioare cu cetățenii Romei nu au fost încununate cu succes. În iunie 1082 Henric a fost alungat din nou de papa Grigore. La a treia încercare în iunie 1083, Henric a reușit în cele din urmă să ocupe cel puțin Leostadt cu Bazilica Sf. Petru și a început să negocieze cu pontiful. Totuși, negocierile s-au dovedit a fi atât de greoaie și de lungi, încât Henric și-a pierdut interesul pentru o soluție amiabilă a conflictului.
Poziția papei s-a deteriorat rapid, deoarece pierduse sprijinul multora dintre susținătorii săi. În primăvara anului 1084, cetățenii obosiți de război i-au permis lui Henric intrarea în oraș pentru a-l judeca pe Grigore. Treisprezece cardinali, între care purtătorul lor de cuvânt, cardinalii Beno și Silvestro l-au excomunicat pe 24 martie 1084 pentru crime împotriva majestății. Wibert de Ravenna a fost ales papă și întronat în aceeași zi, purtând numele Clement al III-lea. Fostul papă s-a refugiat în cetatea Engelsburg din Roma, de unde a privit înscăunarea lui antipapei Clement al III-lea. O zi mai târziu, de Paște, Clement al III-lea i-a încoronat pe Henric și pe soția sa Bertha de Torino, ca împărat și împărăteasă. Papa Grigore al VII-lea a primit cu întârziere ajutorul normanzilor care conduceau în sudul Italiei sub conducerea lui Robert Guiskard. Henric al IV-lea s-a retras, dar Roma a fost prădată și devastată de normanzi. Amploarea devastării a fost atât de mare încât fostul pontif a fost forțat să plece în exil la Salerno unde a murit pe 25 mai 1085. Reformiștii papali nu au reușit inițial să cadă de acord asupra unui succesor. Abia la sfârșitul lui mai 1087 a fost ales starețul Desiderius de Montecassino, care a luat numele de Viktor al III-lea, însă el a murit în  același an.
Odată cu moartea lui Grigore și instalarea lui Clement pe tronul papal, care favoriza reformele, dar în același timp nu s-a atins de privilegiile imperiale, Henric a atins apogeul puterii sale în imperiu. Papa Grigore dăduse reformei bisericii o orientare complet nouă, care avea să dăinuie după moartea sa. Lupta împotriva nicolaitismului și a simoniei a trecut în plan secund, iar conținutul reformei s-a restrâns la problema numirii episcopilor și stareților. Acesta a fost începutul unei alte etape a disputei care poate fi descrisă drept „Controversa pentru învestitură în sens propriu”.

### Controversa pentru învestitură după papa Grigore al VII-lea

#### Evoluția
Câteva luni după moartea papei Victor al III-lea în 1087, următorul papă înscăunat a fost Odo de Ostia, sub numele Urban al II-lea (1089 – 1099), un francez de origine nobilă care fusese prior la Mănăstirea Cluny. În timpul lui puterea papalității în raport cu imperiul a crescut din nou. Deja în vara lui 1089 papa Urban a reușit să ocupe Roma și să-l alunge pe antipapa Clement al III-lea. Prin căsătoria aranjată între contesa Matilda de Toscana și tânărul Welf al V-lea, în vârstă de 17 ani, papa Urban a reușit să blocheze calea lui Henric către Roma.
La început părea că Henric putea să-i învingă pe dușmanii săi, deoarece aceștia îi erau net inferiori din punct de vedere militar, însă a suferit o grea înfrângere la Castelul Canossa, la porțile căruia se pocăise cu 15 ani în urmă. Orașele Lodi, Milano, Cremona și Piacenza, care se străduiau să-și obțină independența, au văzut în aceasta oportunitatea de a zgudui puterea dinastiei Saliene și au încheiat o alianță împotriva imperiului care a slăbit foarte mult poziția lui Henric.
Situația lui avea să se deterioreze și mai mult deoarece la un an după înfrângerea de la Canossa, fiul lui cel mare Conrad, încoronat coregent în 1087, s-a revoltat împotriva tatălui său, iar în același an a fost încoronat rege la Milano cu sprijinul papalității. Henric a pierdut complet inițiativa în conflictul cu papa Urban în timp ce acesta a reușit să-și extindă puterea în mod constant. În primăvara anului 1095 la Piacenza a avut loc o adunare a clericilor, în prezența papei „care a declarat invalide toate consacrarile pe care imperialul papă le făcuse”. Urban i-a permis celei de-a doua soții a lui Henric, Adelaida (tratată ca o prizonieră de soțul ei până în 1094 pentru că el o bănuia de infidelitate) să facă declarații la sinodul papal. Ea i-a adus acuzații de-a dreptul monstruoase care îl discreditau moral și personal, în scopul de a crea baza necesară excomunicării.
Gestul de supunere făcut de Conrad la întâlnirea cu papa, arată că Urban își găsise un aliat loial în fiul lui Henric. Prin negocierile duse cu normanzii în vederea căsătoriei lui Conrad, Urban a reușit să-l lege și mai strâns pe acesta de el. Dar succesul politicii sale nu s-a concretizat pe termen lung, deoarece Conrad nu s-a putut impune în Italia și în teritoriile germane, pierzânâdu-și curând importanța pentru papa Urban. La Clermont în 1095 printr-o chemare la un pelerinaj armat împotriva păgânilor, papa s-a înscenat ca avangardist al creștinismului, „în timp ce împăratul nu mai părea să joace vreun rol”. Sinodul a emis o „interdicție a învestiturii” care interzicea clericilor să accepte învestirea de la regi sau de la alte persoane laice ori să depună jurământul de credință (ligia fidelitas) față de aceștia. În plus, li s-a interzis prinților și regilor să învestească clerici.
Anul 1095 i-a adus lui Henric momentul mult așteptat în disputa sa cu Urban. Welf al V-lea s-a separat de Matilda, iar Henric s-a reconciliat în 1096 cu tatăl acestuia, Welf al IV-lea, acordându-i Ducatul Bavariei. Astfel el a reușit să se întoarcă în imperiu în primăvara anului 1097 și a ajuns la un compromis cu ceilalți dușmani ai săi. În mai 1089 el își îndreptase atenția către fiul său Conrad căruia îi negase moștenirea la o dietă în Mainz invocând trădarea sa. Conrad a murit în 1101 la Florența fără putere și fără influență. Henric, în vârstă de 12 ani, singurul fiu rămas în viață al lui Henric al IV-lea, a fost ales rege și încoronat coregent în 1099 la Aachen. Anterior el a trebuit să jure că nu va lua parte la guvernare în timpul vieții tatălui său.
Pe 29 iulie, două săptămâni după ce cruciații au capturat Ierusalimul, papa Urban al II-lea a murit la Roma. Succesorul său a fost cardinalul Rainer de S. Clemente (1099–1118), care a fost înscăunat la 14 august 1099 în biserica Sf. Petru sub numele Pascal al II-lea. La scurt timp după începutul mandatului său o circumstanță favorabilă a fost sfârșitul schismei în septembrie 1100, odată cu moartea antipapei Clement al III-lea. În 1102 papa Pascal al II-lea l-a excomunicat din nou pe Henric al IV-lea datorită nerespectării interdicției de învestitură. Pelerinajul la Ierusalim și proclamarea păcii cu biserica în întregul imperiu trebuia să dovedească pietatea lui Henric pentru ridicarea excomunicării sale, dar papa Pascal s-a opus. Fiul său Henric al V-lea, sprijinit de papă, și-a capturat tatăl în 1105, dar Henric al IV-lea a reușit să evadeze de la Ingelheim, a fugit la Köln și apoi a găsit refugiu la Liège. El a stabilit relații cu Filip I al Franței. Susținerea puternică primită de împărat acolo l-a determinat pe Henric al V-lea să înainteze spre Liège. Atacul asupra orașului a eșuat, în Joia Mare 1106, trupele sale fiind înfrânte pe Podul de la Meuse lângă Visé. O nouă bătălie părea inevitabilă însă Henric al IV-lea a murit pe neașteptate pe 7 august 1106.
În Anglia (1107 - Concordatul de la Westminster) și în Franța (1107) s-au încheiat acorduri privind învestitura, dar în Sfântul Imperiu Roman conflictul a continuat să mocnească. În 1111 regele Henric al V-lea l-a capturat pe papa Pascal al II-lea care a fost nevoit să acorde regelui dreptul de învestitură și să-l încoroneze ca împărat. Apoi papa a semnat pe 11 aprilie 1111 Tratatul de la Ponte Mammolo prin care alegerea episcopilor și stareților urma să fie liberă, însă învestirea necesita acordul regelui și trebuia făcută de acesta cu inelul și cu toiagul episcopal. Pe 13 aprilie papa l-a încoronat ca împărat pe Henric care s-a angajat să-i elibereze pe captivi și să fie loial papei, în măsura în care este această loialitate respecta legile imperiale. Tratatul a fost imediat aspru criticat și respins de susținătorii reformei bisericii.
La Sinodul de la Fritzlar din 1118 anatema pronunțată de papa Pascal al II-lea împotriva lui Henric al V-lea a fost reconfirmată printr-o interdicție impusă de noul papă Gelasius al II-lea.

#### Soluția
În 1119 papa Calixt al II-lea și împăratul Henric al V-lea s-au întâlnit pentru negocieri, iar în 1122 a fost încheiat Concordatul de la Worms. Împăratul Henric al V-lea a acceptat pretenția bisericii privind dreptul de învestitură și a renunțat la învestitura cu inel și toiag. Mai mult, el a acordat fiecărei biserici libertatea de alegere a celui învestit. Papa Calixt al II-lea a admis ca alegerea episcopilor și stareților germani să fie negociată în prezența reprezentanților imperiali. Împăratul Lothar al III-lea a dat bisericii dreptul de a acorda inelul și toiagul, eliminând efectiv influența împăratului asupra numirii episcopilor. Concordatul de la Worms era asemănător cu cele încheiate în 1107 în Anglia și Franța.

## Urmări
Controversa pentru învestitură a fost astfel soluționată, dar imperiul suferise pierderi grave. Aura sacră a împăratului a fost zguduită, unitatea imperiului și a papalității a dispărut, iar sistemul bisericesc imperial a fost slăbit, chiar dacă nu a fost eliminat. Episcopii și-au extins teritoriile, ceea ce s-a întâmplat parțial în competiție cu principii laici, ceea ce a promovat teritorializarea imperiului. Toate acestea au condus în timpul dinastiei Staufer la o redefinire a ideii de imperiu, dar problemele relației dintre imperiu și papalitate au crescut în timpul Interregnului și au durat până în Evul Mediu târziu.